# Університетська лікарня Мотол
Університетська лікарня Мотол (чеськ. Fakultní nemocnice v Motole) — найбільший медичний заклад в Чехії та один з найбільших у Європі. Це величезний комплекс лікарняних будівель в Мотолі, Прага 5 та основна навчальна база для студентів 2-го медичного факультету Карлового університету, а також тут розташовані робочі місця 1-го медичного факультету Карлового університету.